# 11159 Mizugaki
11159 Mizugaki eller 1998 BH1 är en asteroid i huvudbältet som upptäcktes den 19 januari 1998 av den japanska astronomen Takao Kobayashi vid Ōizumi-observatoriet. Den är uppkallad efter det japanska berget Mizugaki.